# セント・アイブス (映画)
『セント・アイブス』（原題：St. Ives）は、1976年制作のアメリカ合衆国のスリラー映画。
ロス・トーマスがオリヴァー・ブリーク名義で書いた小説「強盗心理学」（The Procane Chronicle）の映画化。J・リー・トンプソンとチャールズ・ブロンソンが初めてコンビを組んだ作品。

## あらすじ
新聞記者から小説家に転向したものの、一向にうだつの上がらないレイモンド・セント・アイブスのもとにある日、知り合いの弁護士マイロン・グリーンから驚くべき依頼が舞い込む。大富豪アブナー・プロケインが日記を盗まれ、犯人から現金10万ドルと引き換えに返すという要求がきたのだが、その現金の持参人になぜか彼を指定してきたというのだ。
1万ドルの仲介料でそれを引き受けたセント・アイブスは指定の場所に向かうが、そこには男の死体が転がっており、そこへ駆けつけた刑事に逮捕されてしまう。知り合いの刑事の口添えで釈放された彼に、プロケインの使いと名乗るジャネットという謎のありそうな美女が近づいてくる。セント・アイブスはこの事件の裏には何かがあるとにらむ。
やがて、犯人から再び日記と現金との引き換え要求が来る。セント・アイブスは再び現金の持参人となり、今度は引き換えに成功する。しかし、プロケインによると、中の4ページが抜きとられているという。実はその日記はプロケインが計画して実行された盗みの全記録で、問題の4ページには新たに彼が計画中の盗みのプランの詳細が記されていたらしいのだ。
セント・アイブスにプロケインは奇想天外な話を持ちかけた。彼が今計画中の盗みを目撃して、それを基に小説を書いてみないかというのだ。そして、その新たな計画が実行に移されるのだが…。

## キャスト
| 役名                         | 俳優                        | 日本語吹替                                                                                              | 日本語吹替                     |
| 役名                         | 俳優                        | フジテレビ版                                                                                            | テレビ朝日版                   |
| ---------------------------- | --------------------------- | --- | ------------------------------ |
| レイモンド・セント・アイブス | チャールズ・ブロンソン      | 大塚周夫                                                                                                | 大塚周夫                       |
| ジャネット・ホイッスラー     | ジャクリーン・ビセット      | 鈴木弘子                                                                                                | 鈴木弘子                       |
| アブナー・プロケイン         | ジョン・ハウスマン          | 宮川洋一                                                                                                |                                |
| ジョン・コンスタブル         | マクシミリアン・シェル      | 有川博                                                                                                  | 羽佐間道夫                     |
| ディール                     | ハリー・ガーディノ          | 小林清志                                                                                                |                                |
| オラー                       | ハリス・ユーリン            | 村越伊知郎                                                                                              |                                |
| ブラント                     | ダナ・エルカー              | 雨森雅司                                                                                                |                                |
| エディ                       | エリシャ・クック・Jr        | |                                |
| マイロン・グリーン           | マイケル・ラーナー          | |                                |
| フラン                       | バー・デベニング            | |                                |
| ジョニー・パリシ             | ダニエル・J・トラヴァンティ | |                                |
| カミンズ                     | ヴァル・ビソーリオ          | |                                |
| 暴漢                         | ロバート・イングランド      | |                                |
| 暴漢                         | ジェフ・ゴールドブラム      | |                                |
| 不明 その他                  |                             | 徳丸完 宮内幸平 池田勝 藤本譲 藤城裕士 納谷六朗 平林尚三 上田敏也 加藤正之 幹本雄之 いわかね栄 滝沢ロコ |                                |
|                              |                             | |                                |
| 演出                         | 演出                        | 小林守夫                                                                                                |                                |
| 翻訳                         | 翻訳                        | 飯嶋永昭                                                                                                |                                |
| 効果                         | 効果                        | 遠藤堯雄/桜井俊哉                                                                                       |                                |
| 調整                         | 調整                        | 前田仁信                                                                                                |                                |
| 制作                         | 制作                        | 東北新社                                                                                                | ザック・プロモーション         |
| 解説                         | 解説                        | 高島忠夫                                                                                                |                                |
| 初回放送                     | 初回放送                    | 1982年6月5日 『ゴールデン洋画劇場』                                                                     | 1986年9月21日 『日曜洋画劇場』 |